# Waterglijbaan
Een waterglijbaan is een speeltoestel dat te vinden is in zwembaden en pretparken. Een waterglijbaan is gebaseerd op het concept van een normale glijbaan waarbij het water als glijmiddel dient.

## Beschrijving

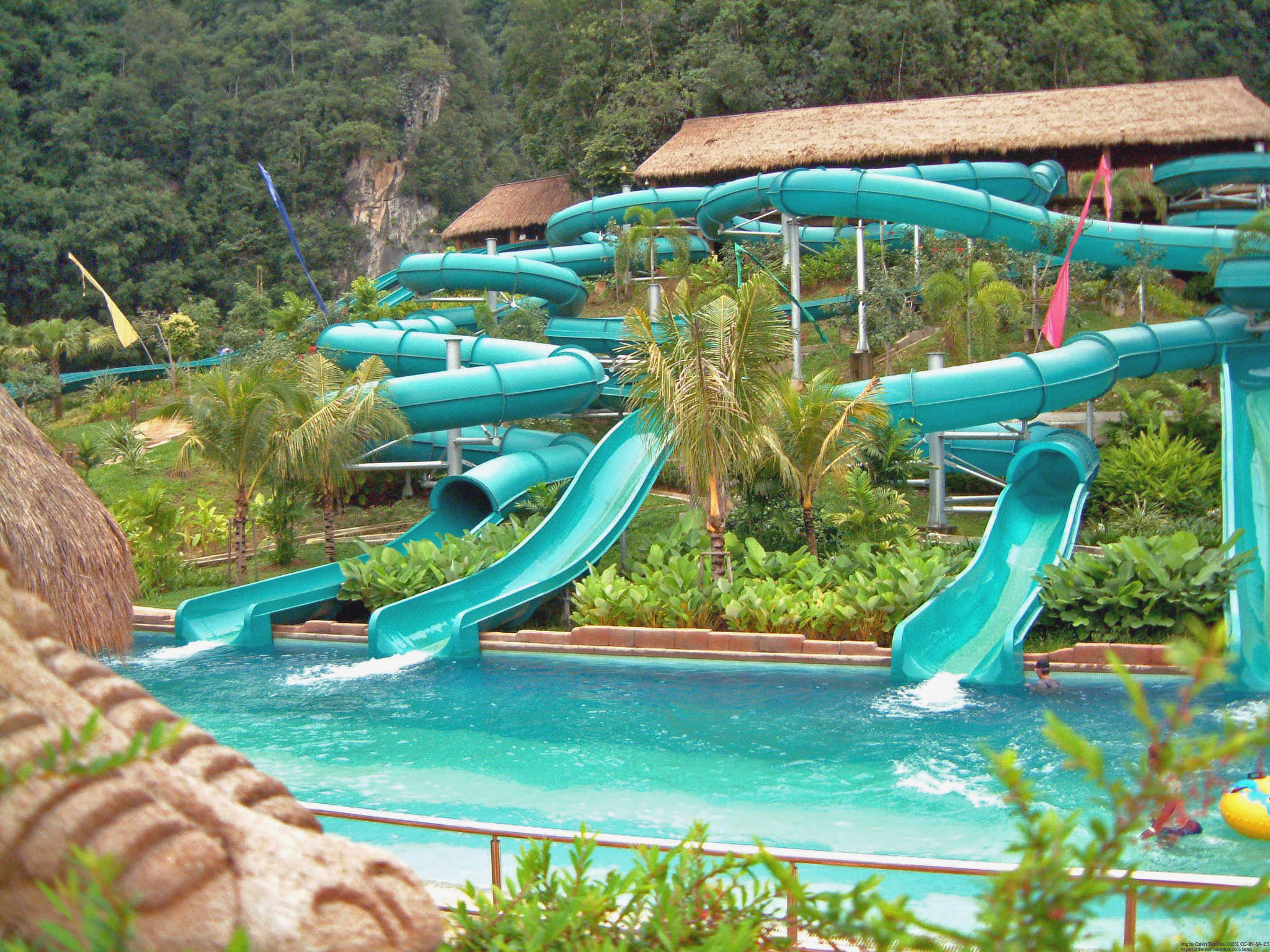
Waterglijbanen

In zwembaden worden glijbanen gebruikt, waarin water naar beneden stroomt. Hierdoor kan er sneller worden gegleden en slijt de zwemkleding minder. De glijbanen hebben meestal veel bochten en kunnen makkelijk 50 meter lang zijn met uitschieters naar meer dan 100 meter. Sommige glijbanen hebben zogenaamde blackholes., een donkere buis met daarin licht- en/of geluidseffecten. Een variant hierop is de interactieve glijbaan. Hierbij kunnen bezoekers bovenaan de glijbaan zelf een thema kiezen, waarop geluid en licht worden gebaseerd. Dit maakt elke afdaling weer anders. Ook kan de glijtijd gemeten worden en kunnen onderweg punten worden gescoord door touchpads aan te raken. Tijd en scores worden dan weergegeven op een scherm onderaan de glijbaan. Er bestaan ook brede banen waar men met meerderen naast elkaar kan glijden, en banen die uitkomen in een grote kuipvormige trechter waarin de glijders rondjes draaien alvorens door een gat in het midden in het water te vallen. Om veiligheidsredenen is er soms aan het begin een doseerlicht aangebracht, dat zorgt ervoor dat twee personen niet te kort achter elkaar naar beneden glijden. Bij erg snelle glijbanen moet men met een rubberband naar beneden glijden om slijtage aan badkleding te voorkomen.

### Types
Waterglijbanen bestaan er in veel variaties. Zo bestaan er hogesnelheidsglijbanen (vaak buisdoorsnede 800 mm), gewone waterglijbanen (vaak 1200 mm) en bandenglijbanen (vaak 1400 mm) en familieglijbanen. De getallen staan voor het aantal millimeter van de diameter van de buis. Er kunnen ook delen van een waterglijbaan of een volledige waterglijbaan open uitgevoerd worden zodat men een open glijbaan verkrijgt. Open glijbanen hebben vaak schermen in de bochten om te voorkomen dat mensen eruit kunnen vliegen bij hoge snelheden. Dit is vergelijkbaar met een bobslee- of rodelbaan. Een pelikaanglijbaan heeft een vrijevalhoogte van enkele meters voor men het water bereikt. In Centerparcs de Kempervennen is in 2022 een waterglijbaan geopend waarin men 'over de kop' kan gaan, net als in een achtbaan. Hierbij glijdt men na een vrije val van 10m door een schuine looping, waarbij men een stukje omhoog glijdt. Dat betekent dus dat men voldoende snelheid moet hebben om de looping te kunnen halen. Om te voorkomen dat mensen die door een te lage snelheid de looping niet halen vast komen te zitten in de glijbaan is deze voor de looping voorzien van een luik dat open gemaakt kan worden, zodat deze mensen uit de glijbaan kunnen stappen en met een trap naar beneden kunnen gaan.
Hieronder staan veelvoorkomende waterglijbanen naar maat genoemd:
| Type glijbaan    | Tube 800  | Tube 1200  | Tube 1400  | Familieglijbaan | Pelikaanglijbaan |
| ---------------- | --------- | ---------- | ---------- | --------------- | ---------------- |
| diameter         | 800 mm    | 1200 mm    | 1400 mm    | breedte: ±5m*   | 800 mm*          |
| lengte (meestal) | 50 – 80 m | 40 – 120 m | 40 – 180 m | 10 – 20 m       | 15 – 20 m        |